# Pesca al coup
La pesca a la inglesa, la pesca a la boloñesa y la pesca al coup se refieren todas al mismo estilo aunque con cada una sus particularidades.

## Origen
Este estilo nace como pesca deportiva en Francia, adoptando el nombre de coup, aunque básicamente es un sistema  a la espera. En Inglaterra también se adoptó este sistema con algunas variantes, así como en Italia, en donde se denomina pesca a la boloñesa

## Sistema de pesca
El sistema de pesca se basa principalmente en que el pescador se sitúa en un punto o puesto, desde el cual practicará la pesca, atrayendo hacia sí a los peces.
Se puede pescar tanto con boya o sin ella, la finalidad consiste en dejar posar en el fondo o muy próximo a él, el cebo. La función básica de la boya será la de avisar cuando se produce la picada. También es muy común el uso de engodos, con los cuales se ceban las aguas, de esta forma se intenta atraer a la zona de pesca a los peces.

## Variantes

### Coup
Coup, es originaria de Francia como arte de pesca deportiva, se basa en una caña, sin anillas, donde se enlaza la línea directamente sobre esta, limitando así a la longitud de la caña la acción de pesca, siendo innecesario el carrete. Es una variante de pesca en la cual se consigue un número elevado de capturas, siendo esas capturas más pequeñas, pero más repetidas. Hay dos tipos de cañas Enchufables y Telescópicas. 

### A la inglesa
En la variante se fundamenta en que la pesca no se realiza cerca del puesto, modificando principalmente las características de la caña, ya que esta disminuye su tamaño y se presenta la obligación de disponer de anillas como de carrete, para el almacenaje de la línea.
También la línea debe estar lo más tensa posible, ya que debido a la longitud, la respuesta a la picada a de ser rápida, pesca al tiento. Algunos pescadores confunden la obligatoriedad de pescar con la línea hundida, esto impide una respuesta rápida, por tanto sólo la utilizaremos para días con aire, para evitar aflojar más línea de lo necesario.
Las cañas oscilan desde los 3,90 a los 4,20. La variante de la pesca a la Inglesa radica en el corcho, veleta o boya, de longitud variable y cuya sujeción suele ser en su punta con un pequeño quitavueltas o emerillon sujeto a la punta. Las veletas pueden ir plomadas, lo que les permite una mayor capacidad de alejamiento en el lance y un equilibrado del aparejo en la relación plomado/parte visible de la veleta, muy ajustado. 
El aparejo suele ser progresivo desde la parte baja o cercana al bajo de línea o hilo del anzuelado -se sujeta con quitavueltas o pequeños emerillones- desde muy bajo gramaje hasta el de mayor peso necesario, doblando la distancia entre plomado desde el primer intervalo.
Actualmente el adelanto en los materiales -grafito, carbono- permite cañas de extremada ligereza, de gran resistencia y respuesta al lance. Las hay de diferentes durezas y respuesta a la tensión: acción de punta, acción en arco o parabólica. Las cañas de inglesa suelen tener la parte de sujeción o bajo la línea de agarre del carrete de corcho o materiales porosos, de una longitud mayor que el resto de las cañas de coup, sobrepasando un codo y medio palmo, debido a que se pretende un eficaz lance vigoroso para alejar a la mayor distancia posible -un lance en palanca con las dos manos de mayor agilidad y rapidez-.
La pesca a la inglesa permite pescar en un gran abanico de corrientes fluviales, con corriente moderada y hasta grandes profundidades, utilizando un nudo de tope y una cuenta libre de fijación, dejando la veleta libre o loca -la colocación del nudo de tope en la longitud del hilo determina la profundidad de pesca-.
La posibilidad de montaje de aparejos con veletas más grandes o pequeñas, plomadas o no, hilos de escaso diámetro desde un 12 a un 26 o 30, plomados desde muy ligeros desde un gramo hasta veinte si fuera necesario, demuestran la extensa gama de posibilidades del montaje de esta modalidad. 
Una de las virtudes a resaltar de esta especialidad es su adaptabilidad a todo tipo de condiciones de pesca en lagos, pantanos y ríos de corrientes moderadas, y su facilidad para proponer soluciones eficaces en situaciones de climatología adversa. Su capacidad de pesca a gran distancia de la orilla con una extrema sensibilidad a la picada -en la parte visible de las veletas de inglesa- es una de sus características más sobresalientes de esta especialidad.
Otra variable de esta modalidad es la pesca a la pasada en ríos con corrientes y escasa profundidad, variando las largas veletas por veletas tipo peonza que resistan la fuerza de las aguas y permitan un acompañamiento del aparejo -también gradual en el plomado- durante cada lance y recorrido de la pasada.

### A la boloñesa
Anteriormente a esta especialidad se le denominaba casi por la nacionalidad donde se practicaba, a la española, a la francesa, a la portuguesa..., ya que es el modo de pesca con veleta o corcho más antigua y sencilla. Sus características más señaladas es la utilización de veletas de doble sujeción, mayormente fijas -aunque es posible utilizar veletas de doble sujeción con posibilidad de ser libres- que marcan la longitud del aparejo y la profundidad a la que se pesca. El plomeado se sitúa a escasa distancia del bajo de línea sobre él, especialmente sobre el quita vueltas o esmerillón de sujeción.
Esta es la razón de la longitud de estas cañas, siempre sobre los 4,90, hasta los 12 metros. El avance en los materiales -carbono- ha permitido el desarrollo de cañas de larga longitud -telescópicas- y una manejabilidad excelente, asemejándose al coup tradicional a la punta sin carrete, con las ventajas del uso de éste, permitiéndose en las competiciones internacionales su uso, antes casi ni mencionado, en las mangas reglamentadas de dichos concurso y competiciones, sustituyendo a la modalidad de coup al enchufado o a la antigua de telescópica a la punta sin carrete.
Los carretes siempre van en función de la línea y de las necesidades de las presas posibles de captura, utilizándose desde pequeños y muy ligeros -hilos de 50 m con hilos del 16 al 18, hasta de tamaño mediano con capacidad de bovinas de 100 metros con hilos del 30. Las veletas a modo de corcho atravesado y sujeción a ambos lados con tubitos de látex, van desde el medio gramo hasta los doce o quince gramos para aguas con fuertes corriente. En esta variedad, es más aplicable a ríos con corriente moderada o aguas quietas en lagos o pantanos, ya que a pesar de estar determinada la pesca a una zona, el efecto de la corriente nos puede obligar a modificar ciertos elementos del aparejo si fuera necesario.

### Pesca al tiento
La técnica de pesca al tiento, no tiene nada que ver con las modalidades deportivas del coup, la inglesa, la boloñesa, etc.
En la pesca al tiento, o como indica su nombre, al tacto, no se utiliza boya ni indicador de picadas alguno, la línea está permanentemente en contacto con el dedo del pescador para poder detectar (sentir en el dedo) la picada del pez. Una de las principales utilidades de esta técnica es poder rastrear la fuerte corriente de un río, o presa derivadora, dejando derivar la plomada del aparejo por el fondo, y acompañarla con la línea tensa entre los dedos para, ante cualquier toque del pez al cebo, dar el cachete y clavar.